# Museo de Artes y Costumbres Populares (Málaga)
El Museo de Artes y Costumbres Populares, también llamado Museo Unicaja de Artes Populares, es un museo etnográfico situado en el Centro Histórico de Málaga, España.

## Historia y fondos
Fue inaugurado en octubre de 1976, rehabilitándose para ello el Mesón de la Victoria, una posada del siglo XVII situada en la ribera del río Guadalmedina declarada Bien de Interés Cultural en 1964.
Los fondos del museo se organizan en torno a diecinueve salas que representan la vida rural y urbana de Málaga y su provincia. Además alberga el legado Díaz de Escovar, archivo público de la Fundación Unicaja que contiene una colección de revistas literarias y de periódicos de los siglos XIX y XX como El Avisador Malagueño (1849-1893), La Unión Mercantil (1886-1936), El Regional (1916-1920), El Popular (1903-1919) y La Unión Ilustrada (1909-1922), entre otros.